# アメリカ陸軍航空隊

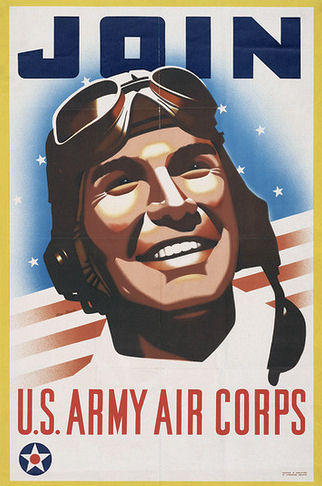
陸軍航空隊の隊員募集ポスター（1941年）

アメリカ陸軍航空隊（United States Army Air Corps, USAAC）は、かつて存在したアメリカ陸軍の部門。1926年にアメリカ陸軍航空部（US Army Air Service）の再編によって設立され、1942年にアメリカ陸軍航空軍（US Army Air Forces）に統合された。また、航空軍は1947年にアメリカ空軍となった。

## 歴史

### 前史
アメリカ軍における航空戦力の始まりは、1907年8月1日に設置された陸軍信号隊の航空機部門（Aeronautical Division）まで遡ることができる。当時は専ら気球や飛行船等の運用を行っていた。1914年7月18日、航空機部門は航空部（Aviation Section）に発展する。
その後、第一次世界大戦への参戦を経て、1918年5月24日には陸軍省直轄の組織としての陸軍航空部隊（Army Air Service）へ改組され、さらなる航空戦力の充実が図られた。休戦の時点で、航空部の戦力は将校1万9000名と下士官兵17万8000名、航空機1万1754機（主にカーチスJN-4）であった。その後の動員解除により、これらの人員と航空機の大半は失われることになる。
第一次世界大戦を通じて航空戦力の重要性は広く知られるようになり、イギリスでは1918年4月に陸海軍から独立した空軍の創設を行っている。アメリカでもウィリアム・ミッチェルらが独立した空軍の設置を主張したものの、政府ではこれを認めなかった。1920年の陸軍再編法（The Army Reorganization Act）でも、航空部は依然として陸軍の部門と位置づけられていた。1926年7月2日、航空隊法（Air Corps Act）の元で航空部は陸軍航空隊（Army Air Corps）と改称した。

### 陸軍航空隊
当初、陸軍航空隊の各航空部隊は航空戦力による独自の作戦を行わず、地上部隊の指揮系統に従うものであった。陸軍航空隊の指揮系統においては、機材の購入や航空基地の管理、人員の訓練が主任務とされた。また、航空戦力の戦力の拡充については平時における軍事費の押さえ込みや大恐慌の影響により、1920年代においては活発なものではなかった。
1935年3月1日、航空軍総司令部（General Headquarters Air Force, GHQ AF）が設置される。従来、航空戦力の戦術的運用は各軍団毎に個別で行っていたが、以後はGHQ AFが一括して指揮を執った。
1939年9月、ナチス・ドイツのポーランド侵攻によって第二次世界大戦が勃発する。これを受け、当時2万6000名の人員と2000機程度の航空機を有していた航空隊は、将来的な参戦に備えて拡充を図ることになる。1941年6月20日、陸軍省は陸軍が有する全ての航空戦力を運用する部門として陸軍航空軍（Army Air Forces）を設置した。これは陸軍地上軍と同等の地位を有する部門と位置づけられ、航空隊よりも上位にあった。
1942年3月9日、大統領令9082号の元、陸軍は地上軍、航空軍、兵站部の3部門に改組された。この際にGHQ AF司令官と航空隊総監（Chief of the Air Corps）の職務および権限が統合され、航空軍総司令官（Commanding General, Army Air Forces）の職が新設された。これにより組織としての航空隊は航空軍に統合され、消滅した。以後、「航空隊」（Army Air Corps）という言葉は歩兵などと同様に陸軍における兵科の名として扱われることになる。
1947年、航空軍は独立した軍種としてのアメリカ空軍に発展し、航空隊は陸軍の兵科としての役割も終えることとなった。

## 発展
ジュリオ・ドゥーエなどによる戦略爆撃理論の提唱および、大型機の単葉・高速化が進んだこともあり、1920年代から1930年代にかけては、世界的に爆撃機優位論が強くなっていた。陸軍航空隊もこの流れを受け、長距離爆撃機の開発・導入に動いている。1930年代初頭には戦闘機よりも高速な金属製・単葉の爆撃機としてY1B-9やB-10が開発されている。B-10は派生型のB-12も含めて150機以上が採用された。その後、XB-15の試験を経て、1935年にはB-17の開発に成功している。
1933年頃には50個飛行隊（うち21個追撃、13個観測、12個爆撃、4個攻撃）を編成している。